# Calders
Calders ist eine katalanische Gemeinde in der Provinz Barcelona. Sie liegt in der 2015 gegründeten Comarca Moianès und war zuvor Teil der Comarca Bages.

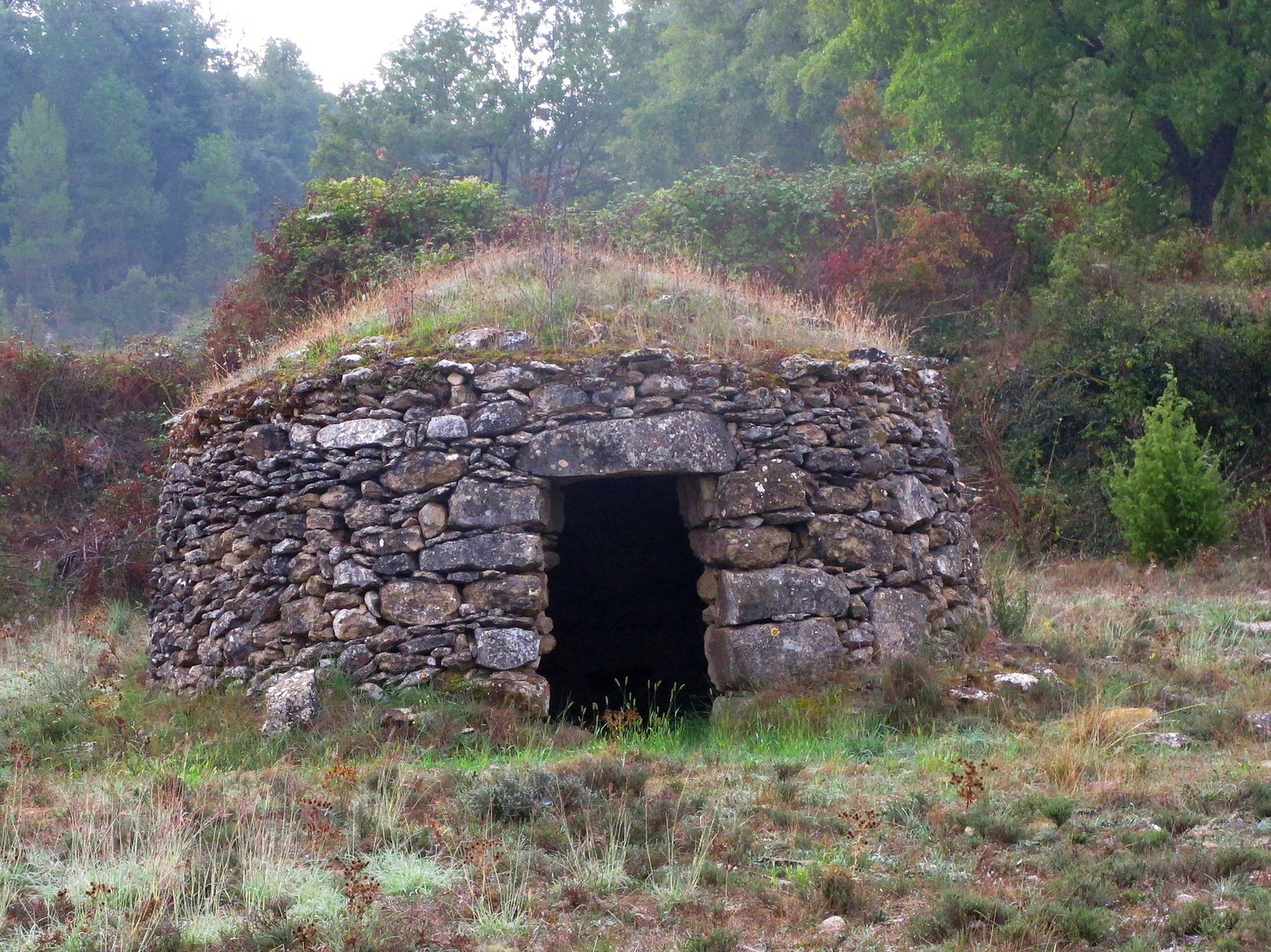
Barraca de la Soleia